# Anavant
ANAVANT, Schweizerischer Verband technischer Kaderleute ist ein Schweizer Verein, der die Berufsprüfung Technischer Kaufmann / Technische Kauffrau mit eidgenössischem Fachausweis verbreitet und bekanntmacht. Der Verband wurde 1982 gegründet, ist konfessionell und politisch neutral und hat seinen Sitz in Baden AG. Anavant vergibt seit 1991 Diplome zum Technischen Kauffrau/Kaufmann mit eidg. Fachausweis. Die Berufsprüfung von Anavant zählt mit „jährlich weit über 1000 Absolventen […] zu den grössten Berufsprüfungen der Schweiz“. „Mit jährlich über 1000 Kandidaten“ stand die Prüfung Technische Kaufleute schon „auf Rang 1 der eidgenössischen Berufsprüfungen“, so zum Beispiel 2017. Das Verbandsmagazin ist seit 2017 das KMU-Magazin (früher gab ANAVANT die Zeitschrift Organisator: das Magazin für KMU, ISSN 0473-2839, heraus).